# Luca Pițu
Luca Pițu (n. 14 ianuarie 1947, Cajvana, Suceava – 14 iunie 2015, Focșani) Eseist, publicist și profesor. A semnat și sub pseudonimul Magistrul din Cajvana. Fiul lui Vasile Pițu și al Magdalinei Șoldan, ambii agricultori. După studiile liceale, a absolvit în 1970 Facultatea de Filologie a Universității „Al.I. Cuza” din Iași. Debutează publicistic în 1975 în revista studențească „Dialog”, cu eseul Cheia hermeneutică. Debutul editorial are loc cu un eseu scris în limba franceză despre povestirile lui Ion Creangă, Le chasseur des corbeaux, publicat în 1986 în Franța, la Editura “À l’Écart” (Muizon). În țară, debutul editorial se produce în 1991, cu volumul de eseuri Naveta esențială, publicat la Editura Moldova. Colaborează cu poezie, eseuri, articole teoretice și de opinie la revistele: „Dialog”, „Opinia studențească”, „Echinox”, „Caiete critice”, „Cahiers roumains d’études littéraires”, „Vatra”, „Familia”, „Calende”, „România literară”, „Transilvania”, „Convorbiri literare”, „Timpul”, „Orizont”, „Viața Românească”, „Luceafărul”, „Contrapunct” ș.a., la cotidianul „Monitorul de Iași” și la revista „Les Cahiers des Amis de Pierre Louÿs”.
În 1991 Uniunea Scriitorilor din România îi decemează premiul de eseistică pentru volumul Naveta esențială, pe care însă autorul îl refuză. Este deținătorul premiilor pentru eseu acordate de fundația „Poesis” (1995) și de revista „Convorbiri literare” (1996).
În 1990 a călătorit ca turist în Pakistan și în India. În perioada 1992-1994 a fost lector de limba română la universitatea Nancy I.
Profesor de teoria traducerii și logica discursului ficțional la Facultatea de Litere a Universității din Iași, Catedra de Limba și literatura franceză.

## Opere publicate (selecție)
- 1986 -- La chasseur de corbeaux, Éditions A l Ecart, Muizon, Reims.
- 1990 -- Lettre a un ami occidental, Éditions A l Ecart, Muizon, Reims. Traducerea românească Editura Timpul, Iași, 2004.
- 1991, 1995 -- Naveta esențială, Editura Moldova, Iași.
- 1991, -- Sentimentul românesc al urii de sine, Editura Institutului European, Iași.
- 1994 -- Eros, Doxa & Logos, Editura Institutului European, Iași.
- 1998 -- Breviarul nebuniilor curente, Editura Institutul European, Iași.
- 1998 -- La cafeneaua hermeneutică, Editura Nemira, București.
- 1998 -- Breviarul nebuniilor curente, Editura Institutului European, Iași.
- 1999 -- Ultima noapte de dragoste și întâia noapte de filozofie, Editura Nemira.
- 2002 -- Fragmente dintr-un discurs (in)comod (ediția a II-a), Editura Institutului European, Iași.
- 2002 -- Temele deocheate ale timpului nostru, Editura Paralela 45, București.
- 2005 -- Insem(i)narile Magistrului din Cajvana, ediția a doua, Editura Nemira.
- 2005 -- lautreamont, la rhetorique et moi, Editura Aula, Brașov.
- 2006 -- Dinspre ei și despre mine, Editura Paralela 45.
- 2012 -- Documentele antume ale Grupului din Iași, ediția a treia revăzută, adăugită și înzestrată cu ilustrațiuni despre Marilena Murariu, Han Datmanu, Demetrios din Gaesteion, Salvador Dali, Angelus de Millet, Editura Opera Magna, Iași.
- 2014 -- Prolegomene la o teorie a cumetrialitatii universitare, Editura Opera Magna, Iași.

## Distincții
- Ordinul național „Serviciul Credincios” în grad de Comandor (1 decembrie 2000) „pentru realizări artistice remarcabile și pentru promovarea culturii, de Ziua Națională a României”[1]